# أق بلاغ ميدان
أق‌ بلاغ‌ ميدان (بالفارسية: آق‌بلاغ‌میدان) هي قرية تقع في أذربيجان الغربية في إيران. يقدر عدد سكانها بـ 31 نسمة.